# Чибитка
Чиби́тка (алт. Чибит — «охра, жёлтый цвет») — река в Республике Алтай, правый приток реки Чуи. Длина реки — 39 км.
Река стекает с северо-восточных склонов Курайского хребта и протекает по Улаганскому плато, где принимает правый приток, в верховьях которого расположено озеро Узункёль. Потом проходит между Айгулакским и Курайским хребтами, где образует озеро Чейбеккёль. Немного ниже озера Чибитка проходит через «Красные Ворота» — резкое сужение долины, образованной скалами красноватого цвета. На реке стоят сёла: Акташ и Чибит.
В бассейне реки расположено 20 озёр.

## Притоки
- 6 км: Менка (лв)
- 13 км: Ярлыамры (лв)

## Данные водного реестра
По данным государственного водного реестра России относится к Верхнеобскому бассейновому округу, водохозяйственный участок реки — Катунь, речной подбассейн реки — Бия и Катунь. Речной бассейн реки — (Верхняя) Обь до впадения Иртыша.
- Чибитка в Улаганском районе
- Чибитка у Красных Ворот в Улаганском районе